# Сомалски ној
Сомалски ној (лат. Struthio molybdophanes) је велика птица тркачица из рода нојева. Једна од две признате врсте, некада је сматрана подврстом.

## Распрострањеност
Живи у источној Африци од североисточне Етиопије, преко Сомалије, до североисточне Кеније. Његова распрострањеност приближно одговара подручју званом Рог Африке.

## Опис
Иако је веома сличан осталим нојевима, кожа врата и бутине код сомалског ноја је плавкастосива (уместо ружичаста), а постаје светлоплава код мужјака за време сезоне парења. Перје на репу је беле боје. Женка је нешто већа од мужјака, а на перју има више смеђе боје него код других женки нојева.